# Liga de Campeones de la AFC 2007
La Liga de Campeones de la AFC 2007 fue la vigésima sexta edición del torneo. Se disputó desde el 7 de marzo y culminó el 14 de noviembre de 2007, y participaron veinte y ocho equipos de quince países. El equipo ganador de esta edición y que representó a la Confederación Asiática de Fútbol en la Copa Mundial de Clubes de la FIFA 2007 fue Urawa Red Diamonds, tras vencer en la final a doble partido al Sepahan por 1-1 y 2-0.

## Participantes por asociación
| Zona Oeste Asiático | Zona Oeste Asiático    | Zona Oeste Asiático  | Zona Oeste Asiático | Zona Oeste Asiático |
| Asociación          | Asociación             | AFC Champions League | AFC Cup             | AFC President's Cup |
| ------------------- | ---------------------- | -------------------- | ------------------- | ------------------- |
| 1                   | Arabia Saudíta         | 2                    |                     |                     |
| 2                   | Emiratos Árabes Unidos | 2                    |                     |                     |
| 3                   | Catar                  | 2                    |                     |                     |
| 4                   | Uzbekistán             | 2                    |                     |                     |
| 5                   | Irán                   | 2-1                  |                     |                     |
| 6                   | Irak                   | 2                    |                     |                     |
| 7                   | Kuwait                 | 2                    |                     |                     |
| 8                   | Siria                  | 2                    |                     |                     |
| 9                   | Jordania               |                      | 2+1                 |                     |
| 10                  | Líbano                 |                      | 2                   |                     |
| 11                  | Omán                   |                      | 2                   |                     |
| 12                  | Yemen                  |                      | 2                   |                     |
| 13                  | Turkmenistán           |                      | 2                   |                     |
| 14                  | Baréin                 |                      | 1                   |                     |
| 15                  | Bangladés              |                      | 0                   |                     |
| 16                  | Bután                  |                      |                     | 1                   |
| 17                  | Kirguistán             |                      |                     | 1                   |
| 18                  | Nepal                  |                      |                     | 1                   |
| 19                  | Pakistán               |                      |                     | 1                   |
| 20                  | Sri Lanka              |                      |                     | 1                   |
| 21                  | Tayikistán             |                      |                     | 1                   |
| 22                  | Afganistán             |                      |                     | 0                   |
| 23                  | Palestina              |                      |                     | 0                   |
| Total Participantes | Total Participantes    | 16-1                 | 12                  | 6                   |

- Un equipo de Irán fue descalificado por no registrar sus jugadores a tiempo
- Jordania tuvo un cupo extra en la Copa AFC debido a que tenían al campeón vigente
- Baréin tenía 2 cupos para la Copa AFC pero solo un equipo participó
- Bangladés tenía cupos para la Copa AFC pero desistió su participación
- Afganistán y Palestina eran elegibles para la Copa Presidente de la AFC pero desistieron su participación
- Bangladés y Bután geográficamente pertenece a la Zona Este

| Zona Este Asiático  | Zona Este Asiático  | Zona Este Asiático   | Zona Este Asiático | Zona Este Asiático  |
| Asociación          | Asociación          | AFC Champions League | AFC Cup            | AFC President's Cup |
| ------------------- | ------------------- | -------------------- | ------------------ | ------------------- |
| 1                   | República de Corea  | 2+1                  |                    |                     |
| 2                   | Japón               | 2                    |                    |                     |
| 3                   | China               | 2                    |                    |                     |
| 4                   | Australia           | 2                    |                    |                     |
| 5                   | Indonesia           | 2                    |                    |                     |
| 6                   | Tailandia           | 1                    | 1                  |                     |
| 7                   | Vietnam             | 1                    | 1                  |                     |
| 8                   | India               |                      | 2                  |                     |
| 9                   | Singapur            |                      | 2                  |                     |
| 10                  | Hong Kong           |                      | 2                  |                     |
| 11                  | Malasia             |                      | 2                  |                     |
| 12                  | Maldivas            |                      | 2                  |                     |
| 13                  | Camboya             |                      |                    | 1                   |
| 14                  | Taiwán              |                      |                    | 1                   |
| 15                  | Birmania            |                      |                    | 0                   |
| 16                  | Brunéi Darussalam   |                      |                    | 0                   |
| 17                  | Filipinas           |                      |                    | 0                   |
| 18                  | Guam                |                      |                    | 0                   |
| 19                  | Laos                |                      |                    | 0                   |
| 20                  | Macao               |                      |                    | 0                   |
| 21                  | Mongolia            |                      |                    | 0                   |
| 22                  | RPD Corea           |                      |                    | 0                   |
| 23                  | Timor Oriental      |                      |                    | 0                   |
| Total Participantes | Total Participantes | 12+1                 | 12                 | 2                   |

- República de Corea tuvo un cupo extra en la Liga de Campeones de la AFC debido a que tenían al campeón vigente
- Australia se convirtió en nuevo miembro de la AFC y recibió dos cupos para la Liga de Campeones de la AFC
- Un cupo de Tailandia y otro de Vietnam de la Liga de Campeones de la AFC fuero trasladados a la Copa AFC debido a la inclusión de Australia
- Birmania,Brunéi Darussalam, Filipinas, Guam, Laos, Macao, Mongolia RPD Corea y Timor Oriental eran elegibles para la Copa Presidente de la AFC pero desistieron su participación
- India y Maldivas geográficamente pertenece a la Zona Oeste

## Equipos participantes

### Oriente Medio
| Arabia Saudita 2 cupos         |  | Al-Shabab Club Al-Hilal     |
| Emiratos Árabes Unidos 2 cupos |  | Al-Ain Al-Wahda             |
| Iraq 2 cupos                   |  | Najaf FC Al-Zawraa          |
| Kuwait 2 cupos                 |  | Al Kuwait Kaifan Al-Arabi   |
| Qatar 2 cupos                  |  | Al-Sadd Al-Rayyan           |
| Siria 2 cupos                  |  | Al Karama Al-Ittihad Aleppo |

### Extremo Oriente
| Corea del Sur 2 cupos + 1 |  | Jeonbuk Hyundai Motors Seongnam Ilhwa Chunma Chunnam Dragons |
| China 2 cupos             |  | Shandong Luneng Shanghai Shenhua                             |
| Japón 2 cupos             |  | Urawa Red Diamonds Kawasaki Frontale                         |

### Asia Central&Meridional
| Irán 2 cupos       |  | Esteghlal FC Sepahan FC       |
| Uzbekistán 2 cupos |  | Pakhtakor FC Neftchi Ferghana |

### Asean
| Australia 2 cupos |  | Sydney Adelaide United     |
| Indonesia 2 cupos |  | Persik Kediri Arema Malang |
| Tailandia 1 cupo  |  | Bangkok University FC      |
| Vietnam 1 cupo    |  | Gach Dong Tam Long An      |

## Fase de grupos
Los partidos fueron programados para jugarse los días 7 de marzo, 21 de marzo, 11 de abril, 25 de abril, 9 de mayo y 23 de mayo

### Grupo A
| Pos. | Equipo    | Pts. | PJ | G | E | P | GF | GC | Dif. | Clasificación |
| ---- | --------- | ---- | -- | - | - | - | -- | -- | ---- | ------------- |
| 1    | Al-Wahda  | 13   | 6  | 4 | 1 | 1 | 13 | 6  | +7   | Segunda fase  |
| 2    | Al-Zawraa | 11   | 6  | 3 | 2 | 1 | 9  | 6  | +3   |               |
| 3    | Al-Arabi  | 7    | 6  | 2 | 1 | 3 | 10 | 12 | −2   |               |
| 4    | Al-Rayyan | 2    | 6  | 0 | 2 | 4 | 3  | 11 | −8   |               |

 Fuente: 
| 7-3-2007 | Al-Arabi | 0–1     | Al-Zawraa   | Sabah Al Salem Stadium, Kuwait City, Kuwait             |                                                         |
|          |          | Reporte | Mubarak 66' | Asistencia: 1,500 espectadores Árbitro(s): Muhsen Basma | Asistencia: 1,500 espectadores Árbitro(s): Muhsen Basma |

| 7-3-2007 | Al-Rayyan | 0–1     | Al-Wahda      | Al Rayyan Sports Club, Al Rayyan, Catar                  |                                                          |
|          |           | Reporte | Al-Shehhi 81' | Asistencia: 2,000 espectadores Árbitro(s): Yang Zhiqiang | Asistencia: 2,000 espectadores Árbitro(s): Yang Zhiqiang |

| 21-3-2007 | Al-Wahda                                                    | 4–1     | Al-Arabi    | Al-Nahyan Stadium, Abu Dhabi, UAE                           |                                                             |
|           | Bagayoko 40' 56' (pen.) · Al Menhali 63' · Bashir Saeed 68' | Reporte | Jarragh 35' | Asistencia: 3,500 espectadores Árbitro(s): Yuichi Nishimura | Asistencia: 3,500 espectadores Árbitro(s): Yuichi Nishimura |

| 21-3-2007 | Al-Zawraa | 0–0     | Al-Rayyan | Al Rayyan Sports Club, Al Rayyan, Catar                 |                                                         |
|           |           | Reporte |           | Asistencia: 1,500 espectadores Árbitro(s): Lee Gi-Young | Asistencia: 1,500 espectadores Árbitro(s): Lee Gi-Young |

| 11-4-2007 | Al-Zawraa   | 1–2     | Al-Wahda              | Al Rayyan Sports Club, Al Rayyan, Catar              |                                                      |
|           | Abd Ali 46' | Reporte | Jumaa 13' · Saeed 74' | Asistencia: 500 espectadores Árbitro(s): Talaat Najm | Asistencia: 500 espectadores Árbitro(s): Talaat Najm |

| 11-4-2007 | Al-Arabi      | 1–1     | Al-Rayyan | Sabah Al Salem Stadium, Kuwait City, Kuwait                 |                                                             |
|           | Al Zuhair 60' | Reporte | Lamy 52'  | Asistencia: 7,300 espectadores Árbitro(s): Naser Al-Ghafary | Asistencia: 7,300 espectadores Árbitro(s): Naser Al-Ghafary |

| 25-4-2007 | Al-Rayyan          | 1–3     | Al-Arabi                       | Al Rayyan Sports Club, Doha, Catar                       |                                                          |
|           | Thiago Ribeiro 44' | Reporte | Khalaf 25' · Al Khatib 63' 69' | Asistencia: 1,000 espectadores Árbitro(s): Ali Al Mutlaq | Asistencia: 1,000 espectadores Árbitro(s): Ali Al Mutlaq |

| 25-4-2007 | Al-Wahda  | 1–1     | Al-Zawraa | Al-Nahyan Stadium, Abu Dhabi, UAE                      |                                                        |
|           | Jumaa 57' | Reporte | Sabah 75' | Asistencia: 3,000 espectadores Árbitro(s): Jasim Karim | Asistencia: 3,000 espectadores Árbitro(s): Jasim Karim |

| 9-5-2007 | Al-Zawraa                            | 3–2     | Al-Arabi          | Al Rayyan Sports Club, Al Rayyan, Catar               |                                                       |
|          | Kadhim 21' · Ibrahim 70' · Falah 78' | Reporte | Al Khatib 50' 84' | Asistencia: 500 espectadores Árbitro(s): Mohsen Torky | Asistencia: 500 espectadores Árbitro(s): Mohsen Torky |

| 9-5-2007 | Al-Wahda                                              | 3–0     | Al-Rayyan | Al-Nahyan Stadium, Abu Dhabi, UAE |                         |
|          | Maurito 8' · Alo Ali 30' (pen.) · Bagayoko 76' (pen.) | Reporte |           | Árbitro(s): Mark Shield           | Árbitro(s): Mark Shield |

| 23-5-2007 | Al-Arabi                                 | 3–2     | Al-Wahda              | Sabah Al Salem Stadium, Kuwait City, Kuwait |                             |
|           | Al Kudos 6' · Khalaf 55' · Al Zuhair 87' | Reporte | Salem 23' · Matar 90' | Árbitro(s): Ravshan Irmatov                 | Árbitro(s): Ravshan Irmatov |

| 23-5-2007 | Al-Rayyan  | 1–3     | Al-Zawraa                                 | Al-Gharrafa Stadium, Doha, Catar                                |                                                                 |
|           | Khames 75' | Reporte | Mesbeh 13' (a.g.) · Abood 26' · Sabah 34' | Asistencia: 200 espectadores Árbitro(s): Subkhiddin Mohd Salleh | Asistencia: 200 espectadores Árbitro(s): Subkhiddin Mohd Salleh |

### Grupo B
| Pos. | Equipo    | Pts. | PJ | G | E | P | GF | GC | Dif. | Clasificación |
| ---- | --------- | ---- | -- | - | - | - | -- | -- | ---- | ------------- |
| 1    | Al-Hilal  | 8    | 4  | 2 | 2 | 0 | 5  | 1  | +4   | Segunda fase  |
| 2    | Pakhtakor | 6    | 4  | 2 | 0 | 2 | 3  | 5  | −2   |               |
| 3    | Al Kuwait | 2    | 4  | 0 | 2 | 2 | 2  | 4  | −2   |               |
| 4    | Esteghlal | 0    | 0  | 0 | 0 | 0 | 0  | 0  | 0    | Descalificado |

 Fuente: 
Notas:
1. ↑  Esteghlal fue descalificado por no enviar la lista de jugadores para el torneo a tiempo.

| 7-3-2007 | Al-Hilal     | 1–1     | Al Kuwait | King Fahd II Stadium, Riad, Arabia Saudita                         |                                                                    |
|          | Rodrigão 16' | Reporte | Awadh 90' | Asistencia: 50,000 espectadores Árbitro(s): Subkhiddin Mohd Salleh | Asistencia: 50,000 espectadores Árbitro(s): Subkhiddin Mohd Salleh |

| 21-3-2007 | Al Kuwait | 0–1     | Pakhtakor    | Al Kuwait Sports Club Stadium, Kuwait City, Kuwait        |                                                           |
|           |           | Reporte | Kletskov 69' | Asistencia: 3,000 espectadores Árbitro(s): Satop Tongkhan | Asistencia: 3,000 espectadores Árbitro(s): Satop Tongkhan |

| 11-4-2007 | Pakhtakor | 0–2     | Al-Hilal                     | Army Stadium, Taskent, Uzbekistán                        |                                                          |
|           |           | Reporte | Al-Ghamdi 54' · Rodrigão 59' | Asistencia: 10,000 espectadores Árbitro(s): Junjie Huang | Asistencia: 10,000 espectadores Árbitro(s): Junjie Huang |

| 25-4-2007 | Al-Hilal                | 2–0     | Pakhtakor | King Fahd II Stadium, Riad, Arabia Saudita               |                                                          |
|           | Rodrigão 30' 90' (pen.) | Reporte |           | Asistencia: 40,000 espectadores Árbitro(s): Lee Gi-Young | Asistencia: 40,000 espectadores Árbitro(s): Lee Gi-Young |

| 9-5-2007 | Al Kuwait | 0–0     | Al-Hilal | Al Kuwait Sports Club Stadium, Kuwait City, Kuwait     |                                                        |
|          |           | Reporte |          | Asistencia: 7,000 espectadores Árbitro(s): Jasim Karim | Asistencia: 7,000 espectadores Árbitro(s): Jasim Karim |

| 23-5-2007 | Pakhtakor                  | 2–1     | Al Kuwait  | Army Stadium, Taskent, Uzbekistán                         |                                                           |
|           | Iheruome 45' · Erkinov 59' | Reporte | Laheeb 71' | Asistencia: 3,000 espectadores Árbitro(s): Shamsul Maidin | Asistencia: 3,000 espectadores Árbitro(s): Shamsul Maidin |

### Grupo C
| Pos. | Equipo     | Pts. | PJ | G | E | P | GF | GC | Dif. | Clasificación |
| ---- | ---------- | ---- | -- | - | - | - | -- | -- | ---- | ------------- |
| 1    | Al-Karamah | 11   | 6  | 3 | 2 | 1 | 11 | 7  | +4   | Segunda fase  |
| 2    | Neftchi    | 10   | 6  | 3 | 1 | 2 | 6  | 7  | −1   |               |
| 3    | Najaf FC   | 8    | 6  | 2 | 2 | 2 | 9  | 8  | +1   |               |
| 4    | Al Sadd    | 4    | 6  | 1 | 1 | 4 | 6  | 10 | −4   |               |

 Fuente: 
| 7-5-2007 | Al-Karamah                  | 2–1     | Al Sadd     | Khaled bin Walid Stadium, Homs, Siria                              |                                                                    |
|          | Koupouleni 70' · Akkari 85' | Reporte | Mohamed 22' | Asistencia: 40,000 espectadores Árbitro(s): Madhad Saif Al Badwawi | Asistencia: 40,000 espectadores Árbitro(s): Madhad Saif Al Badwawi |

| 7-5-2007 | Najaf FC | 0–1     | Neftchi       | Sabah Al Salem Stadium, Kuwait City, Kuwait                |                                                            |
|          |          | Reporte | Kholmatov 71' | Asistencia: 1,500 espectadores Árbitro(s): Hedayat Mombini | Asistencia: 1,500 espectadores Árbitro(s): Hedayat Mombini |

| 21-3-2007 | Al Sadd        | 1–4     | Najaf FC                                         | Al Sadd Stadium, Doha, Catar                            |                                                         |
|           | Al Bloushi 45' | Reporte | Mohamed 47' · Mohsen 55' 86' (pen.) · Jassim 70' | Asistencia: 1,500 espectadores Árbitro(s): Ben Williams | Asistencia: 1,500 espectadores Árbitro(s): Ben Williams |

| 21-3-2007 | Neftchi                     | 2–1     | Al-Karamah  | Fargona Stadium, Fergana, Uzbekistán                                 |                                                                      |
|           | Bendiev 27' · Otakusiev 77' | Reporte | Issmael 32' | Asistencia: 20,000 espectadores Árbitro(s): Tayeb Hasan Shamsuzzaman | Asistencia: 20,000 espectadores Árbitro(s): Tayeb Hasan Shamsuzzaman |

| 11-4-2007 | Al Sadd                           | 2–0     | Neftchi | Al Sadd Stadium, Doha, Catar                       |                                                    |
|           | Khalfan Ibrahim 65' · Emerson 75' | Reporte |         | Asistencia: 2,000 espectadores Árbitro(s): Tan Hai | Asistencia: 2,000 espectadores Árbitro(s): Tan Hai |

| 11-4-2007 | Al Karamah      | 1–1     | Najaf FC   | Khaled bin Walid Stadium, Homs, Siria                   |                                                         |
|           | Awde 90' (pen.) | Reporte | Kadhim 71' | Asistencia: 30,000 espectadores Árbitro(s): Jasim Karim | Asistencia: 30,000 espectadores Árbitro(s): Jasim Karim |

| 25-4-2007 | Najaf FC                            | 2–4     | Al-Karamah                                     | Sabah Al Salem Stadium, Kuwait City, Kuwait                |                                                            |
|           | Mohsen 7' (pen.) · Faraj 86' (pen.) | Reporte | Al Hussein 46' 52' · Awde 50' · Koupouleni 65' | Asistencia: 40,000 espectadores Árbitro(s): Saad Al Fadhli | Asistencia: 40,000 espectadores Árbitro(s): Saad Al Fadhli |

| 25-4-2007 | Neftchi                  | 2–1     | Al Sadd     | Fargona Stadium, Fergana, Uzbekistán                           |                                                                |
|           | Akramov 1' · Shoimov 41' | Reporte | Emerson 17' | Asistencia: 14,600 espectadores Árbitro(s): Kazuhiko Matsumura | Asistencia: 14,600 espectadores Árbitro(s): Kazuhiko Matsumura |

| 9-5-2007 | Al Sadd    | 1–1     | Al-Karamah | Al Sadd Stadium, Doha, Catar                               |                                                            |
|          | Nasser 16' | Reporte | Mando 44'  | Asistencia: 2,000 espectadores Árbitro(s): Chaiwat Kunsuta | Asistencia: 2,000 espectadores Árbitro(s): Chaiwat Kunsuta |

| 9-5-2007 | Neftchi       | 1–1     | Najaf FC     | Fargona Stadium, Fergana, Uzbekistán |                                 |
|          | Kholmatov 43' | Reporte | Mohammed 60' | Asistencia: 16,000 espectadores      | Asistencia: 16,000 espectadores |

| 23-5-2007 | Al-Karamah    | 2–0     | Neftchi | Khaled bin Walid Stadium, Homs, Siria                     |                                                           |
|           | Mando 12' 50' | Reporte |         | Asistencia: 35,000 espectadores Árbitro(s): Ali Al Mutlaq | Asistencia: 35,000 espectadores Árbitro(s): Ali Al Mutlaq |

| 23-5-2007 | Najaf FC   | 1–0     | Al Sadd | Sabah Al Salem Stadium, Kuwait City, Kuwait |                                   |
|           | Mohsen 78' | Reporte |         | Árbitro(s): Salem Mahmoud Mugjhef           | Árbitro(s): Salem Mahmoud Mugjhef |

### Grupo D
| Pos. | Equipo     | Pts. | PJ | G | E | P | GF | GC | Dif. | Clasificación |
| ---- | ---------- | ---- | -- | - | - | - | -- | -- | ---- | ------------- |
| 1    | Sepahan    | 13   | 6  | 4 | 1 | 1 | 12 | 5  | +7   | Segunda fase  |
| 2    | Al-Shabab  | 10   | 6  | 3 | 1 | 2 | 9  | 3  | +6   |               |
| 3    | Al Ain     | 6    | 6  | 1 | 3 | 2 | 5  | 8  | −3   |               |
| 4    | Al-Ittihad | 3    | 6  | 0 | 3 | 3 | 3  | 13 | −10  |               |

 Fuente: afcchampionsleague.com
| 7-5-2007 | Sepahan        | 2–1     | Al-Ittihad | Foolad Shahr Stadium, Isfahán, Irán                               |                                                                   |
|          | Salehi 19' 29' | Reporte | Sari 12'   | Asistencia: 25,000 espectadores Árbitro(s): Saad Kameel Al Fadhli | Asistencia: 25,000 espectadores Árbitro(s): Saad Kameel Al Fadhli |

| 7-3-2007 | Al Ain | 0–2     | Al-Shabab                  | Sheikh Khalifa International Stadium, Al Ain, UAE             |                                                               |
|          |        | Reporte | Attram 45' · Al-Gizani 72' | Asistencia: 3,500 espectadores Árbitro(s): Abdullah Al Hilali | Asistencia: 3,500 espectadores Árbitro(s): Abdullah Al Hilali |

| 21-3-2007 | Al-Shabab | 0–1     | Sepahan    | King Fahd II Stadium, Riad, Arabia Saudita                 |                                                            |
|           |           | Reporte | Salehi 83' | Asistencia: 8,000 espectadores Árbitro(s): Ravshan Irmatov | Asistencia: 8,000 espectadores Árbitro(s): Ravshan Irmatov |

| 21-3-2007 | Al-Ittihad | 0–0     | Al Ain | Al-Hamadaniah Stadium, Aleppo, Siria                              |                                                                   |
|           |            | Reporte |        | Asistencia: 15,000 espectadores Árbitro(s): Alaa Abdul-Kadir Nema | Asistencia: 15,000 espectadores Árbitro(s): Alaa Abdul-Kadir Nema |

| 11-4-2007 | Al-Shabab                                               | 4–0     | Al-Ittihad | King Fahd II Stadium, Riad, Arabia Saudita                |                                                           |
|           | Al Dosari 35' 48' · Majrashi 60' (pen.) · Al-Gizani 79' | Reporte |            | Asistencia: 4,000 espectadores Árbitro(s): Shamsul Maidin | Asistencia: 4,000 espectadores Árbitro(s): Shamsul Maidin |

| 11-4-2007 | Al Ain                                   | 3–2     | Sepahan                  | Sheikh Khalifa International Stadium, Al Ain, UAE          |                                                            |
|           | Al-Wehaibi 6' · Faiez 44' · Ongfiang 84' | Reporte | Salehi 8' · Mohammed 65' | Asistencia: 7,000 espectadores Árbitro(s): Chaiwat Kunsuta | Asistencia: 7,000 espectadores Árbitro(s): Chaiwat Kunsuta |

| 25-4-2007 | Sepahan  | 1–1     | Al Ain       | Foolad Shahr Stadium, Isfahán, Irán                     |                                                         |
|           | Papi 49' | Reporte | Mohammed 86' | Asistencia: 25,000 espectadores Árbitro(s): Mark Shield | Asistencia: 25,000 espectadores Árbitro(s): Mark Shield |

| 25-4-2007 | Al-Ittihad | 1–1     | Al-Shabab | Al-Hamadaniah Stadium, Aleppo, Siria                   |                                                        |
|           | Rihawi 36' | Reporte | Ateef 65' | Asistencia: 8,000 espectadores Árbitro(s): Talaat Najm | Asistencia: 8,000 espectadores Árbitro(s): Talaat Najm |

| 9-5-2007 | Al-Shabab                    | 2–0     | Al Ain | King Fahd II Stadium, Riad, Arabia Saudita                |                                                           |
|          | Al Astaa 59' · Al-Gizani 88' | Reporte |        | Asistencia: 6,000 espectadores Árbitro(s): Kwon Jong-Chul | Asistencia: 6,000 espectadores Árbitro(s): Kwon Jong-Chul |

| 9-5-2007 | Al-Ittihad | 0–5     | Sepahan                                        | Al-Hamadaniah Stadium, Aleppo, Siria                    |                                                         |
|          |            | Reporte | Al-Hail 10' · Nori 40', 55' · Mohammed 70' 90' | Asistencia: 2,000 espectadores Árbitro(s): Lee Gi-Young | Asistencia: 2,000 espectadores Árbitro(s): Lee Gi-Young |

| 23-5-2007 | Al Ain    | 1–1     | Al-Ittihad | Sheikh Khalifa International Stadium, Al Ain, UAE       |                                                         |
|           | Hareb 53' | Reporte | Sari 90'   | Asistencia: 2,500 espectadores Árbitro(s): Huang Junjie | Asistencia: 2,500 espectadores Árbitro(s): Huang Junjie |

| 23-5-2007 | Sepahan    | 1–0     | Al-Shabab | Foolad Shahr Stadium, Isfahán, Irán                          |                                                              |
|           | Salehi 33' | Reporte |           | Asistencia: 30,000 espectadores Árbitro(s): Yuichi Nishimura | Asistencia: 30,000 espectadores Árbitro(s): Yuichi Nishimura |

### Grupo E
| Pos. | Equipo             | Pts. | PJ | G | E | P | GF | GC | Dif. | Clasificación |
| ---- | ------------------ | ---- | -- | - | - | - | -- | -- | ---- | ------------- |
| 1    | Urawa Red Diamonds | 10   | 6  | 2 | 4 | 0 | 9  | 5  | +4   | Segunda fase  |
| 2    | Sydney FC          | 9    | 6  | 2 | 3 | 1 | 8  | 5  | +3   |               |
| 3    | Persik Kediri      | 7    | 6  | 2 | 1 | 3 | 6  | 16 | −10  |               |
| 4    | Shanghai Shenhua   | 5    | 6  | 1 | 2 | 3 | 7  | 4  | +3   |               |

 Fuente: 
| 7-3-2007 | Shanghai Shenhua | 1–2     | Sydney FC             | Yuanshen Stadium, Shanghái, China                        |                                                          |
|          | Xie Hui 78'      | Reporte | Corica 8' · Talay 23' | Asistencia: 12,000 espectadores Árbitro(s): Lee Gi-Young | Asistencia: 12,000 espectadores Árbitro(s): Lee Gi-Young |

| 7-3-2007 | Urawa Red Diamonds               | 3–0     | Persik Kediri | Saitama Stadium, Saitama, Japón                          |                                                          |
|          | Yamada 12' · Nagai 45' · Ono 76' | Reporte |               | Asistencia: 31,303 espectadores Árbitro(s): Kim Dong-Jin | Asistencia: 31,303 espectadores Árbitro(s): Kim Dong-Jin |

| 21-3-2007 | Persik Kediri | 1–0     | Shanghai Shenhua | Manahan Stadium, Surakarta, Indonesia                          |                                                                |
|           | Putra 71'     | Reporte |                  | Asistencia: 5,000 espectadores Árbitro(s): Abdulhameed Ebrahim | Asistencia: 5,000 espectadores Árbitro(s): Abdulhameed Ebrahim |

| 21-3-2007 | Sydney FC                    | 2–2     | Urawa Red Diamonds    | Aussie Stadium, Sídney, Australia                                  |                                                                    |
|           | Carney 1' · Talay 23' (pen.) | Reporte | Ponte 30' · Nagai 55' | Asistencia: 21,010 espectadores Árbitro(s): Subkhiddin Mohd Salleh | Asistencia: 21,010 espectadores Árbitro(s): Subkhiddin Mohd Salleh |

| 11-4-2007 | Urawa Red Diamonds | 1–0     | Shanghai Shenhua | Saitama Stadium, Saitama, Japón                           |                                                           |
|           | Abe 45'            | Reporte |                  | Asistencia: 28,828 espectadores Árbitro(s): Masoud Moradi | Asistencia: 28,828 espectadores Árbitro(s): Masoud Moradi |

| 12-4-2007 | Persik Kediri                | 2–1     | Sydney FC | Manahan Stadium, Surakarta, Indonesia                        |                                                              |
|           | Prasetyo 25' · Sudarsono 70' | Reporte | Corica 8' | Asistencia: 15,000 espectadores Árbitro(s): Abdullah Balideh | Asistencia: 15,000 espectadores Árbitro(s): Abdullah Balideh |

| 25-4-2007 | Shanghai Shenhua | 0–0     | Urawa Red Diamonds | Yuanshen Stadium, Shanghái, China                               |                                                                 |
|           |                  | Reporte |                    | Asistencia: 10,000 espectadores Árbitro(s): Mahmood Al Ghatrifi | Asistencia: 10,000 espectadores Árbitro(s): Mahmood Al Ghatrifi |

| 25-4-2007 | Sydney FC                    | 3–0     | Persik Kediri | Parramatta Stadium, Sídney, Australia                   |                                                         |
|           | Corica 54' 90' · Brosque 73' | Reporte |               | Asistencia: 10,075 espectadores Árbitro(s): Minh Tri Vo | Asistencia: 10,075 espectadores Árbitro(s): Minh Tri Vo |

| 9-5-2007 | Persik Kediri                           | 3–3     | Urawa Red Diamonds                  | Manahan Stadium, Surakarta, Indonesia                                |                                                                      |
|          | Gonzales 23' (pen.) 31' · Sudarsono 83' | Reporte | Ono 9' (pen.) · Ponte 50' · Abe 62' | Asistencia: 10,000 espectadores Árbitro(s): Tayeb Hasan Shamsuzzaman | Asistencia: 10,000 espectadores Árbitro(s): Tayeb Hasan Shamsuzzaman |

| 9-5-2007 | Sydney FC | 0–0     | Shanghai Shenhua | Aussie Stadium, Sídney, Australia                        |                                                          |
|          |           | Reporte |                  | Asistencia: 14,786 espectadores Árbitro(s): Abdul Bashir | Asistencia: 14,786 espectadores Árbitro(s): Abdul Bashir |

| 23-5-2007 | Urawa Red Diamonds | 0–0     | Sydney FC | Saitama Stadium, Saitama, Japón                                |                                                                |
|           |                    | Reporte |           | Asistencia: 44,793 espectadores Árbitro(s): Fareed Al-Marzouqi | Asistencia: 44,793 espectadores Árbitro(s): Fareed Al-Marzouqi |

| 23-5-2007 | Shanghai Shenhua                                           | 6–0     | Persik Kediri | Yuanshen Stadium, Shanghái, China                         |                                                           |
|           | Xie Hui 8' · Gao Lin 25' · Alonso 79' 87' 90' · Blanco 86' | Reporte |               | Asistencia: 8,000 espectadores Árbitro(s): Subrata Sarkar | Asistencia: 8,000 espectadores Árbitro(s): Subrata Sarkar |

### Grupo F
| Pos. | Equipo             | Pts. | PJ | G | E | P | GF | GC | Dif. | Clasificación |
| ---- | ------------------ | ---- | -- | - | - | - | -- | -- | ---- | ------------- |
| 1    | Kawasaki Frontale  | 16   | 6  | 5 | 1 | 0 | 15 | 4  | +11  | Segunda fase  |
| 2    | Chunnam Dragons    | 10   | 6  | 3 | 1 | 2 | 7  | 8  | −1   |               |
| 3    | Arema Malang       | 4    | 6  | 1 | 1 | 4 | 2  | 9  | −7   |               |
| 4    | Bangkok University | 3    | 6  | 0 | 3 | 3 | 4  | 7  | −3   |               |

 Fuente: 
| 7-5-2007 | Bangkok University | 0–0     | Chunnam Dragons | Thai-Japanese Stadium, Bangkok, Tailandia                 |                                                           |
|          |                    | Reporte |                 | Asistencia: 2,000 espectadores Árbitro(s): Matthew Breeze | Asistencia: 2,000 espectadores Árbitro(s): Matthew Breeze |

| 7-5-2007 | Arema Malang | 1–3     | Kawasaki Frontale            | Gajayana Stadium, Malang, Indonesia                          |                                                              |
|          | Aiboy 12'    | Reporte | Magnum 1' 73' · Nakamura 82' | Asistencia: 30,000 espectadores Árbitro(s): Naser Al-Ghafary | Asistencia: 30,000 espectadores Árbitro(s): Naser Al-Ghafary |

| 21-3-2007 | Chunnam Dragons                     | 2–0     | Arema Malang | Gwang-Yang Stadium, Gwangyang, Corea del Sur            |                                                         |
|           | Kim Tae-Su 48' · Sandro Cardoso 82' | Reporte |              | Asistencia: 3,000 espectadores Árbitro(s): Huang Junjie | Asistencia: 3,000 espectadores Árbitro(s): Huang Junjie |

| 21-3-2007 | Kawasaki Frontale   | 1–1     | Bangkok University | Todoroki Athletics Stadium, Kawasaki, Japón                |                                                            |
|           | Phetphun 78' (a.g.) | Reporte | Domtaisong 7'      | Asistencia: 10,816 espectadores Árbitro(s): Shamsul Maidin | Asistencia: 10,816 espectadores Árbitro(s): Shamsul Maidin |

| 11-4-2007 | Chunnam Dragons  | 1–3     | Kawasaki Frontale                   | Gwang-Yang Stadium, Gwangyang, Corea del Sur                |                                                             |
|           | Kang Min-Soo 90' | Reporte | Juninho 29' (pen.) 70' · Magnum 57' | Asistencia: 5,703 espectadores Árbitro(s): Khalil Al Ghamdi | Asistencia: 5,703 espectadores Árbitro(s): Khalil Al Ghamdi |

| 11-4-2007 | Bangkok University | 0–0     | Arema Malang | Royal Thai Army Stadium, Bangkok, Tailandia                    |                                                                |
|           |                    | Reporte |              | Asistencia: 1,500 espectadores Árbitro(s): Kadyrbek Chynybekov | Asistencia: 1,500 espectadores Árbitro(s): Kadyrbek Chynybekov |

| 25-4-2007 | Arema Malang | 1–0     | Bangkok University | Gajayana Stadium, Malang, Indonesia                    |                                                        |
|           | Casimir 56'  | Reporte |                    | Asistencia: 10,000 espectadores Árbitro(s): Sun Baojie | Asistencia: 10,000 espectadores Árbitro(s): Sun Baojie |

| 25-4-2007 | Kawasaki Frontale          | 3–0     | Chunnam Dragons | Todoroki Athletics Stadium, Kawasaki, Japón              |                                                          |
|           | Juninho 25' · Tese 81' 87' | Reporte |                 | Asistencia: 10,070 espectadores Árbitro(s): Ben Williams | Asistencia: 10,070 espectadores Árbitro(s): Ben Williams |

| 9-5-2007 | Chunnam Dragons                           | 3–2     | Bangkok University            | Gwang-Yang Stadium, Gwangyang, Corea del Sur           |                                                        |
|          | Kim Seung-Hyun 28' · Song Tae-Lim 79' 90' | Reporte | Siriwaen 11' · Pancharoen 39' | Asistencia: 1,000 espectadores Árbitro(s): Abdul Neman | Asistencia: 1,000 espectadores Árbitro(s): Abdul Neman |

| 9-5-2007 | Kawasaki Frontale            | 3–0     | Arema Malang | Todoroki Athletics Stadium, Kawasaki, Japón            |                                                        |
|          | Nakamura 4' 70' · Harada 80' | Reporte |              | Asistencia: 9,453 espectadores Árbitro(s): Minh Tri Vo | Asistencia: 9,453 espectadores Árbitro(s): Minh Tri Vo |

| 23-5-2007 | Bangkok University | 1–2     | Kawasaki Frontale          | Royal Thai Army Stadium, Bangkok, Tailandia |                            |
|           | Petvises 40'       | Reporte | Harada 17' · Nishiyama 63' | Árbitro(s): Rosdi Shaharul                  | Árbitro(s): Rosdi Shaharul |

| 23-5-2007 | Arema Malang | 0–1     | Chunnam Dragons   | Gajayana Stadium, Malang, Indonesia                            |                                                                |
|           |              | Reporte | Ju Kwang-Youn 47' | Asistencia: 5,000 espectadores Árbitro(s): Mahmood Al Ghatrifi | Asistencia: 5,000 espectadores Árbitro(s): Mahmood Al Ghatrifi |

### Grupo G
| Pos. | Equipo                  | Pts. | PJ | G | E | P | GF | GC | Dif. | Clasificación |
| ---- | ----------------------- | ---- | -- | - | - | - | -- | -- | ---- | ------------- |
| 1    | Seongnam Ilhwa Chunma   | 13   | 6  | 4 | 1 | 1 | 13 | 6  | +7   | Segunda fase  |
| 2    | Shandong Luneng Taishan | 13   | 6  | 4 | 1 | 1 | 12 | 8  | +4   |               |
| 3    | Adelaide United         | 8    | 6  | 2 | 2 | 2 | 9  | 6  | +3   |               |
| 4    | Gach Dong Tam Long An   | 0    | 6  | 0 | 0 | 6 | 4  | 18 | −14  |               |

 Fuente: 
| 7-3-2007 | Adelaide United | 0–1     | Shandong Luneng Taishan | Hindmarsh Stadium, Adelaida, Australia                    |                                                           |
|          |                 | Reporte | Valkanis 47' (a.g.)     | Asistencia: 7,645 espectadores Árbitro(s): Satop Tongkhan | Asistencia: 7,645 espectadores Árbitro(s): Satop Tongkhan |

| 7-3-2007 | Seongnam Ilhwa Chunma                              | 4–1     | Gach Dong Tam Long An | Seongnam 2 Stadium, Seongnam, Corea del Sur                  |                                                              |
|          | Mota 9' 69' (pen.) · Kim Dong-hyun 70' · Neaga 81' | Reporte | Tshamala 87'          | Asistencia: 300 espectadores Árbitro(s): Dilovarshokh Orzuev | Asistencia: 300 espectadores Árbitro(s): Dilovarshokh Orzuev |

| 21-3-2007 | Shandong Luneng Taishan               | 2–1     | Seongnam Ilhwa Chunma | Shandong Stadium, Jinan, China                          |                                                         |
|           | Živković 62' (pen.) · Wang Yongpo 78' | Reporte | Cho Byung-Kuk 77'     | Asistencia: 25,000 espectadores Árbitro(s): Talaat Najm | Asistencia: 25,000 espectadores Árbitro(s): Talaat Najm |

| 21-3-2007 | Gach Dong Tam Long An | 0–2     | Adelaide United         | Long An Stadium, Tân An, Vietnam                       |                                                        |
|           |                       | Reporte | Fernando 18' · Dodd 30' | Asistencia: 10,000 espectadores Árbitro(s): Ali Saleem | Asistencia: 10,000 espectadores Árbitro(s): Ali Saleem |

| 11-4-2007 | Shandong Luneng Taishan                           | 4–0     | Gach Dong Tam Long An | Shandong Stadium, Jinan, China                      |                                                     |
|           | Han Peng 42' 52' · Wang Yongpo 54' · Li Jinyu 74' | Reporte |                       | Asistencia: 25,000 espectadores Árbitro(s): Win Cho | Asistencia: 25,000 espectadores Árbitro(s): Win Cho |

| 11-4-2007 | Adelaide United          | 2–2     | Seongnam Ilhwa Chunma        | Hindmarsh Stadium, Adelaida, Australia                            |                                                                   |
|           | Fernando 48' · Djite 55' | Reporte | Kim Dong-hyun 57' · Mota 75' | Asistencia: 9,093 espectadores Árbitro(s): Subkhiddin Mohd Salleh | Asistencia: 9,093 espectadores Árbitro(s): Subkhiddin Mohd Salleh |

| 25-4-2007 | Seongnam Ilhwa Chunma | 1–0     | Adelaide United | Seongnam 2 Stadium, Seongnam, Corea del Sur            |                                                        |
|           | Choi Sung-Kuk 29'     | Reporte |                 | Asistencia: 2000 espectadores Árbitro(s): Muhsen Basma | Asistencia: 2000 espectadores Árbitro(s): Muhsen Basma |

| 25-4-2007 | Gach Dong Tam Long An                | 2–3     | Shandong Luneng Taishan            | Long An Stadium, Tân An, Vietnam                              |                                                               |
|           | Tshamala 14' · Nguyễn Việt Thắng 36' | Reporte | Wang Yongpo 29' · Li Jinyu 49' 90' | Asistencia: 10,000 espectadores Árbitro(s): Mohamed Al Saeedi | Asistencia: 10,000 espectadores Árbitro(s): Mohamed Al Saeedi |

| 9-5-2007 | Shandong Luneng Taishan    | 2–2     | Adelaide United                        | Shandong Stadium, Jinan, China                               |                                                              |
|          | Li Wei 39' · Shu Chang 56' | Reporte | Fernando 36' (pen.) · Nathan Burns 48' | Asistencia: 30,000 espectadores Árbitro(s): Khalil Al Ghamdi | Asistencia: 30,000 espectadores Árbitro(s): Khalil Al Ghamdi |

| 9-5-2007 | Gach Dong Tam Long An | 1–2     | Seongnam Ilhwa Chunma        | Long An Stadium, Tân An, Vietnam |                                |
|          | Phan Van Tai Em 45'   | Reporte | Mota 17' · Choi Sung-Kuk 83' | Asistencia: 5,000 espectadores   | Asistencia: 5,000 espectadores |

| 23-5-2007 | Adelaide United | 3–0     | Gach Dong Tam Long An | Hindmarsh Stadium, Adelaida, Australia                  |                                                         |
|           | Dodd 7' 22' 49' | Reporte |                       | Asistencia: 6,917 espectadores Árbitro(s): Abdul Bashir | Asistencia: 6,917 espectadores Árbitro(s): Abdul Bashir |

| 23-5-2007 | Seongnam Ilhwa Chunma                         | 3–0     | Shandong Luneng Taishan | Seongnam 2 Stadium, Seongnam, Corea del Sur               |                                                           |
|           | Kim Dong-hyun 37' · Son Dae-Ho 42' · Mota 71' | Reporte |                         | Asistencia: 13,243 espectadores Árbitro(s): Masoud Moradi | Asistencia: 13,243 espectadores Árbitro(s): Masoud Moradi |

## Segunda fase
|  | Cuartos de final                              | Cuartos de final                              | Cuartos de final                              |       |                       | Semifinales                             | Semifinales                             | Semifinales                             |  |  | Final                                       | Final                                       | Final                                       |
|  | Ida 19 de septiembre, Vuelta 26 de septiembre | Ida 19 de septiembre, Vuelta 26 de septiembre | Ida 19 de septiembre, Vuelta 26 de septiembre |       |                       | Ida 3 de octubre , Vuelta 24 de octubre | Ida 3 de octubre , Vuelta 24 de octubre | Ida 3 de octubre , Vuelta 24 de octubre |  |  | Ida 7 de noviembre , Vuelta 14 de noviembre | Ida 7 de noviembre , Vuelta 14 de noviembre | Ida 7 de noviembre , Vuelta 14 de noviembre |
|  |                                               |                                               |                                               |       |                       |                                         |                                         |                                         |  |  |                                             |                                             |                                             |
|  | Sepahan (p.)                                  | 0                                             | 0 (5)                                         |       |                       |                                         |                                         |                                         |  |  |                                             |                                             |                                             |
|  | Kawasaki Frontale                             | 0                                             | 0 (4)                                         |       |                       |                                         |                                         |                                         |  |  |                                             |                                             |                                             |
|  | Kawasaki Frontale                             | 0                                             | 0 (4)                                         |       | Sepahan               | 3                                       | 0                                       |                                         |  |  |                                             |                                             |                                             |
|  |                                               |                                               |                                               |       | Sepahan               | 3                                       | 0                                       |                                         |  |  |                                             |                                             |                                             |
|  |                                               | Al-Wahda                                      | 1                                             | 0     |                       |                                         |                                         |                                         |  |  |                                             |                                             |                                             |
|  | Al-Wahda (v.)                                 | Al-Wahda                                      | 1                                             | 0     | 0                     | 1                                       |                                         |                                         |  |  |                                             |                                             |                                             |
|  | Al-Wahda (v.)                                 |                                               |                                               |       | 0                     | 1                                       |                                         |                                         |  |  |                                             |                                             |                                             |
|  | Al-Hilal                                      | 0                                             | 1                                             |       |                       |                                         |                                         |                                         |  |  |                                             |                                             |                                             |
|  |                                               |                                               |                                               |       |                       |                                         |                                         |                                         |  |  | Sepahan                                     | 1                                           | 0                                           |
|  |                                               |                                               | Urawa Red Diamonds                            | 1     | 2                     |                                         |                                         |                                         |  |  |                                             |                                             |                                             |
|  | Seongnam Ilhwa Chunma                         | 2                                             | 2                                             |       |                       |                                         |                                         |                                         |  |  |                                             |                                             |                                             |
|  | Al Karama                                     | 1                                             | 0                                             |       |                       |                                         |                                         |                                         |  |  |                                             |                                             |                                             |
|  | Al Karama                                     | 1                                             | 0                                             |       | Seongnam Ilhwa Chunma | 2                                       | 2 (3)                                   |                                         |  |  |                                             |                                             |                                             |
|  |                                               |                                               |                                               |       | Seongnam Ilhwa Chunma | 2                                       | 2 (3)                                   |                                         |  |  |                                             |                                             |                                             |
|  |                                               | Urawa Red Diamonds (p.)                       | 2                                             | 2 (5) |                       |                                         |                                         |                                         |  |  |                                             |                                             |                                             |
|  | Urawa Red Diamonds                            | Urawa Red Diamonds (p.)                       | 2                                             | 2 (5) | 2                     | 2                                       |                                         |                                         |  |  |                                             |                                             |                                             |
|  | Urawa Red Diamonds                            |                                               |                                               |       | 2                     | 2                                       |                                         |                                         |  |  |                                             |                                             |                                             |
|  | Jeonbuk Hyundai Motors                        | 1                                             | 0                                             |       |                       |                                         |                                         |                                         |  |  |                                             |                                             |                                             |

### Cuartos de final
| Equipo 1             | Agr.                 | Equipo 2               | Ida | Vuelta |
| -------------------- | -------------------- | ---------------------- | --- | ------ |
| Sepahan              | 0–0 (t. s.) (5-4 p.) | Kawasaki Frontale      | 0–0 | 0–0    |
| Al-Wahda             | 1–1 (v.)             | Al-Hilal               | 0–0 | 1–1    |
| Seognam Ilhwa Chunma | 4–1                  | Al-Karamah             | 2–1 | 2–0    |
| Urawa Red Diamonds   | 4–1                  | Jeonbuk Hyundai Motors | 2–1 | 2–0    |

| 19-9-2007 | Sepahan | 0–0     | Kawasaki Frontale | Foolad Shahr Stadium, Isfahán, Irán                     |                                                         |
|           |         | Reporte |                   | Asistencia: 25,000 espectadores Árbitro(s): Jasim Karim | Asistencia: 25,000 espectadores Árbitro(s): Jasim Karim |

| 26-9-2007 | Kawasaki Frontale                                                              | 0–0 (t. s.)(4–5 p.)(Global 0-0) | Sepahan                                                                                       | Todoroki Athletics Stadium, Kawasaki, Japón                       |                                                                   |
|           |                                                                                | Reporte                         |                                                                                               | Asistencia: 13,507 espectadores Árbitro(s): Saad Kameel Al Fadhli | Asistencia: 13,507 espectadores Árbitro(s): Saad Kameel Al Fadhli |
|           |                                                                                | Tiros desde el punto penal      |                                                                                               |                                                                   |                                                                   |
|           | Juninho · Kazuki Ganaha · Masahiro Ohashi · Hiroyuki Taniguchi · Shuhei Terada |                                 | Hadi Aghili · Moharram Navidkia · Abdul-Wahab Abu Al-Hail · Farshad Bahadorani · Jalal Akbari |                                                                   |                                                                   |

| 19-9-2007 | Al-Wahda | 0–0     | Al-Hilal | Al-Nahyan Stadium, Abu Dhabi, UAE                            |                                                              |
|           |          | Reporte |          | Asistencia: 12,000 espectadores Árbitro(s): Abdullah Balideh | Asistencia: 12,000 espectadores Árbitro(s): Abdullah Balideh |

| 26-9-2007                                             | Al-Hilal    | 1–1 (Global 1-1) | Al-Wahda  | King Fahd International Stadium, Riad, Arabia Saudita |  |
|                                                       | El Taib 85' | Reporte          | Matar 18' |                                                       |  |
| Al-Wahda clasifica por la regla del gol de visitante. |             |                  |           |                                                       |  |

| 19-9-2007 | Seongnam Ilhwa Chunma              | 2–1     | Al-Karamah    | Seongnam 2 Stadium, Seongnam, Corea del Sur                |                                                            |
|           | Kim Min-ho 72' · Cho Byung-Kuk 74' | Reporte | Koupouleni 9' | Asistencia: 1,300 espectadores Árbitro(s): Hedayat Mombini | Asistencia: 1,300 espectadores Árbitro(s): Hedayat Mombini |

| 26-9-2007 | Al-Karamah | 0–2 (Global 1-4) | Seongnam Ilhwa Chunma       | Khaled bin Walid Stadium, Homs, Siria |  |
|           |            | Reporte          | Mota 9' · Kim Dong-hyun 71' |                                       |  |

| 19-9-2007 | Urawa Red Diamonds     | 2–1     | Jeonbuk Hyundai Motors | Saitama Stadium, Saitama, Japón                                   |                                                                   |
|           | Hasebe 4' · Tanaka 59' | Reporte | Choi Jin-cheul 90'     | Asistencia: 33,103 espectadores Árbitro(s): Salem Mahmoud Mujghef | Asistencia: 33,103 espectadores Árbitro(s): Salem Mahmoud Mujghef |

| 26-9-2007 | Jeonbuk Hyundai Motors | 0–2 (Global 1-4) | Urawa Red Diamonds                    | Jeonju World Cup Stadium, Jeonju, Corea del Sur |                              |
|           |                        | Reporte          | Tanaka 3' · Choi Jin-cheul 66' (a.g.) | Árbitro(s): Khalil Al Ghamdi                    | Árbitro(s): Khalil Al Ghamdi |

### Semifinales
| Equipo 1              | Agr.                 | Equipo 2           | Ida | Vuelta |
| --------------------- | -------------------- | ------------------ | --- | ------ |
| Sepahan               | 3–1                  | Al-Wahda           | 3–1 | 0–0    |
| Seongnam Ilhwa Chunma | 4–4 (t. s.) (3-5 p.) | Urawa Red Diamonds | 2–2 | 2–2    |

| 3-10-2007 | Seongnam Ilhwa Chunma      | 2–2     | Urawa Red Diamonds            | Seongnam 2 Stadium, Seongnam, Corea del Sur |                               |
|           | Mota 10' · Kim Do-Heon 80' | Reporte | Tanaka 52' · Ponte 65' (pen.) | Árbitro(s): Abdulrahman Abdou               | Árbitro(s): Abdulrahman Abdou |

| 24-10-2007 | Urawa Red Diamonds                          | 2–2 (t. s.)(5–3 p.)(Global 4-4) | Seongnam Ilhwa Chunma                                       | Saitama Stadium, Saitama, Japón   |                                   |
|            | Washington 21' · Hasebe 73'                 | Reporte                         | Choi Sung-Kuk 56' · Kim Dong-hyun 69'                       | Árbitro(s): Saad Kameel Al Fadhli | Árbitro(s): Saad Kameel Al Fadhli |
|            |                                             | Tiros desde el punto penal      |                                                             |                                   |                                   |
|            | Ponte · Washington · Abe · Nagai · Hirakawa |                                 | Kim Sang-Sik · Choi Sung-Kuk · Kim Dong-hyun · Park Jin-Sub |                                   |                                   |

| 3-10-2007 | Sepahan                              | 3–1     | Al-Wahda      | Foolad Shahr Stadium, Isfahán, Irán |                          |
|           | Karimi 11' 58' · Navidkia 85' (pen.) | Reporte | Al Shehhi 48' | Árbitro(s): Abdul Bashir            | Árbitro(s): Abdul Bashir |

| 24-10-2007 | Al-Wahda | 0–0 (Global 1-3) | Sepahan | Al-Nahyan Stadium, Abu Dhabi, UAE                        |                                                          |
|            |          | Reporte          |         | Asistencia: 13,000 espectadores Árbitro(s): Ben Williams | Asistencia: 13,000 espectadores Árbitro(s): Ben Williams |

### Final
| Equipo 1 | Agr. | Equipo 2           | Ida | Vuelta |
| -------- | ---- | ------------------ | --- | ------ |
| Sepahan  | 1–3  | Urawa Red Diamonds | 1–1 | 0–2    |

| 7 de noviembre | Sepahan    | 1:1 (0:1) | Urawa Red Diamonds | Estadio Foolad Shahr, Isfahán                                      |                                                                    |
|                | Karimi 47' |           | Ponte 45'          | Asistencia: 30,000 espectadores Árbitro(s): Subkhiddin Mohd Salleh | Asistencia: 30,000 espectadores Árbitro(s): Subkhiddin Mohd Salleh |

| 14 de noviembre | Urawa Red Diamonds  | 2:0 (1:0) (Global 3:1) | Sepahan | Estadio Saitama, Saitama                                    |                                                             |
|                 | Nagai 22' · Abe 71' |                        |         | Asistencia: 59,034 espectadores Árbitro(s): Ravshan Irmatov | Asistencia: 59,034 espectadores Árbitro(s): Ravshan Irmatov |

## Campeón
Campeón
Urawa Red Diamonds
1.er título

## Goleadores
| Pos. | Nombre             | Club                    | Goles |
| ---- | ------------------ | ----------------------- | ----- |
| 1    | Mota               | Seongnam Ilhwa Chunma   | 7     |
| 2    | Kim Dong-hyun      | Seongnam Ilhwa Chunma   | 5     |
| 2    | Mehdi Seyed Salehi | Sepahan                 | 5     |
| 4    | Rodrigão           | Al-Hilal                | 4     |
| 4    | Firas Al Khatib    | Al-Arabi                | 4     |
| 4    | Saeed Mohsen       | Najaf FC                | 4     |
| 4    | Steve Corica       | Sydney FC               | 4     |
| 4    | Travis Dodd        | Adelaide United         | 4     |
| 4    | Robson Ponte       | Urawa Red Diamonds      | 4     |
| 10   | Magnum             | Kawasaki Frontale       | 3     |
| 10   | Juninho            | Kawasaki Frontale       | 3     |
| 10   | Kengo Nakamura     | Kawasaki Frontale       | 3     |
| 10   | Wang Yongpo        | Shandong Luneng Taishan | 3     |
| 10   | Li Jinyu           | Shandong Luneng Taishan | 3     |
| 10   | Emad Mohammed      | Sepahan                 | 3     |
| 10   | Mahmoud Karimi     | Sepahan                 | 3     |
| 10   | Mamadou Bagayoko   | Al-Wahda                | 3     |
| 10   | Waleed Al-Gizani   | Al-Shabab               | 3     |
| 10   | Diego Alonso       | Shanghai Shenhua        | 3     |
| 10   | Fernando           | Adelaide United         | 3     |
| 10   | Iyad Mando         | Al-Karamah              | 3     |
| 10   | Senghor Koupouleni | Al-Karamah              | 3     |
| 10   | Tatsuya Tanaka     | Urawa Red Diamonds      | 3     |
| 10   | Yuichiro Nagai     | Urawa Red Diamonds      | 3     |
| 10   | Yuki Abe           | Urawa Red Diamonds      | 3     |
| 10   | Choi Sung-Kuk      | Seongnam Ilhwa Chunma   | 3     |